# Question!
A Question! egy népszerű System of a Down-dal, illetve egy középlemez a "Mezmerize" albumról.

## Videóklip
A videóklipet Serj Tankian és Howard Greenhalgh rendezték. Serj elmondta, hogy a videó eleinte csak rémálomként jelent meg, és esze ágában sem volt leforgatni. A felvétel a Los Angeles Színházban készült, amely mára már bezárt. Tankian elmondta, hogy azért választották ezt a helyet, mert „tündérmese” hangulata van.

## Megjelenés
2005. július 12-én jelent meg, mint az album második középlemeze. Az American Recordings és Columbia Records kiadók dobták piacra.

## Slágerlisták
- Ír slágerlista (IRMA): 47. hely
- UK Singles: 41. hely
- Billboard Bubbling Under Hot 100 (USA): 2. hely
- US Alternative Songs (Billboard): 9. hely
- US Mainstream Rock (Billboard): 7. hely

## Érdekességek
Az ének a SOAD-tól eltérően e-mollban íródott, ellentétben az általános c-moll és f-moll stílusukkal.

## Közreműködők
- Serj Tankian – ének, akusztikus gitár
- Daron Malakian – ének, elektromos gitár
- Shavo Odadjian – basszusgitár
- John Dolmayan – dobok
- Rick Rubin – producer